# Hatice Sultan (figlia di Ahmed III)
Hatice Sultan (turco ottomano: خدیجه سلطان, lett. "fanciulla rispettosa"; Costantinopoli, 27 settembre 1710 – Costantinopoli, 1738) è stata una principessa ottomana, figlia del sultano Ahmed III e di una delle sue consorti, Rukiye Kadın.

## Biografia

### Origini
Hatice Sultan nacque il 27 settembre 1710 a Costantinopoli, nel Palazzo Topkapi. Era figlia del sultano ottomano Ahmed III e di una delle sue consorti, Rukiye Kadın. Aveva un fratello minore, Şehzade Mehmed. 

### Matrimonio
Il 21 febbraio 1724, lo stesso giorno delle nozze delle sue sorellastre Ümmügülsüm Sultan e Atike Sultan, Hatice venne fatta sposare con Hafiz Ahmed Pasha, governatore e figlio di Çerkes Osman Pasha, alleato del Gran Visir Nevşehirli Ibrahim Pasha, il quale aveva sposato un'altra sua sorellastra, Fatma Sultan.
Le feste durarono una settimana e, all'inizio di marzo, la principessa venne trasferita nella sua nuova residenza, il Palazzo Kıbleli
Hatice rimase vedova nel 1730, quando suo marito rimase ucciso nella rivolta Patrona Halil, che depose suo padre a favore del nipote Mahmud I, figlio del fratello maggiore Mustafa II.
In seguito, Hatice venne data in sposa ad Halil Ağa, da cui ebbe un figlio. 

### Morte
Hatice Sultan morì nel suo palazzo nel 1738. Venne sepolta nella Yeni Cami. 

## Discendenza
Dal suo secondo matrimonio, Hatice Sultan ebbe un figlio:
- Sultanzade Süleyman Izzi Efendi

## Beneficenza
Hatice costruì due fontane a Costantinopoli, nel quartiere di Üsküdar, fra il 1728 e il 1729. Una terza fontana, che porta il suo nome, fu costruita da suo padre in suo onore. 